# SN 2010hu
SN 2010hu – supernowa typu Ia odkryta 11 września 2010 roku w galaktyce A232213-0519. W momencie odkrycia miała maksymalną jasność 18,70m.